# Alcithoe arabica
Alcithoe arabica är en snäckart som först beskrevs av Gmelin 1791.  Alcithoe arabica ingår i släktet Alcithoe och familjen Volutidae. Inga underarter finns listade i Catalogue of Life.

## Bildgalleri

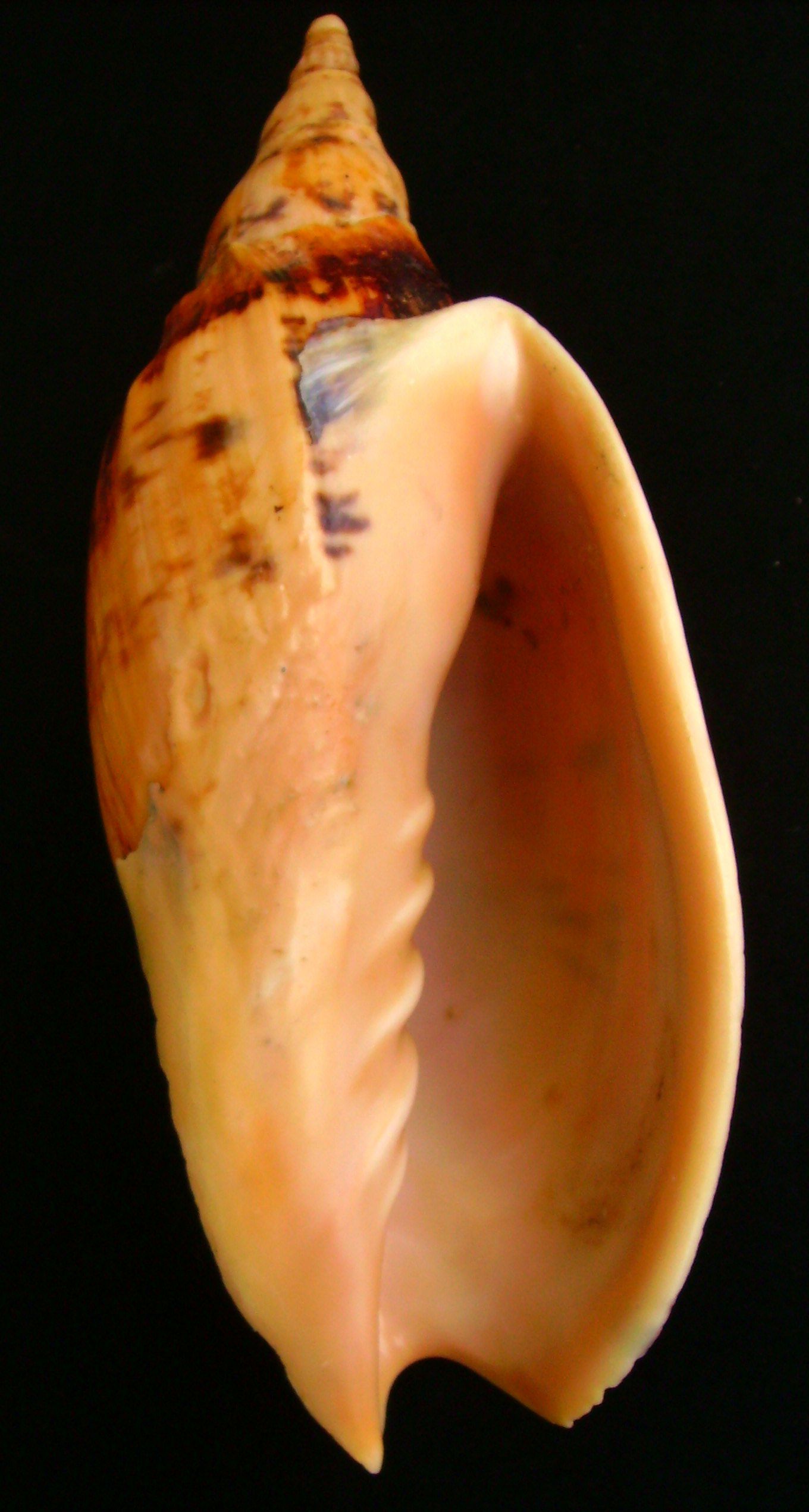
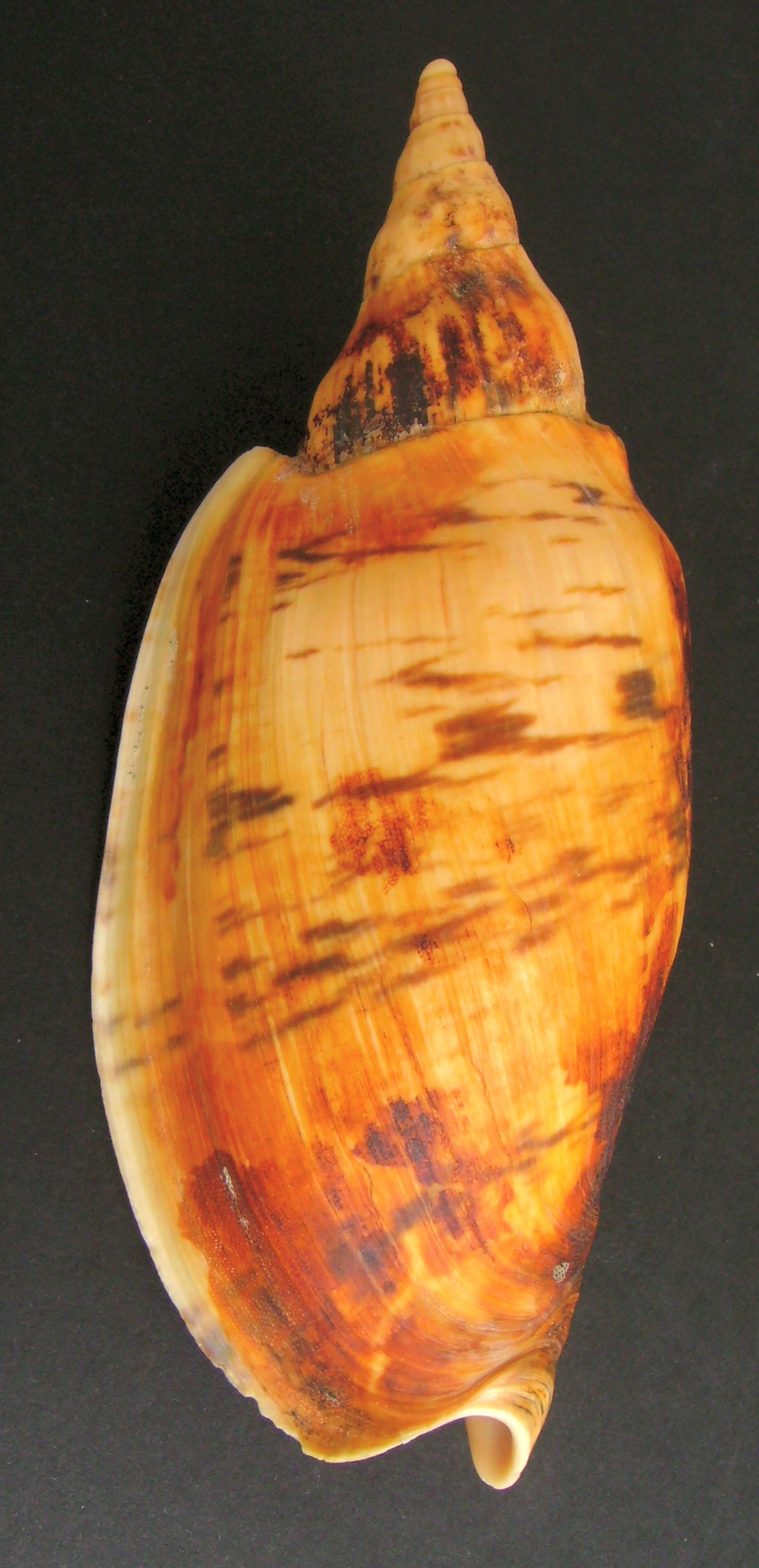